# Gyimesi János (kosárlabdázó)
Idősebb Gyimesi János (Békésszentandrás, 1913. november 13. – Budapest, 1993. január 31.) magyar kosárlabdázó, mesteredző, a magyar női kosárlabda-válogatott szövetségi kapitánya, nemzetközi játékvezető, az első magyar játékvezető, aki olimpián bíráskodott (1948-ban, Londonban).

## Élete
1913-ban született Békésszentandráson a magyar kosárlabda legnagyobbjai között emlegetett id. Gyimesi János. A jó adottságokkal rendelkező fiúra már az 1920-as évek végén, 1930-as évek elején felfigyeltek, főként atlétikában, és labdarúgásban versenyeztették. Tragikus hirtelenséggel elhunyt szülei után a versenyek, az erőt adó sportközösségek, a szülői szeretet hiányát pedig több, 20. századi neves edző pótolta.
Sokoldalú tehetsége, kalandokban bővelkedő élete során alig akadt olyan sportág, amit ne próbált volna ki, Szarvason az asztalitenisz és a jégkorong is bekerült a repertoárba. A húszas éveinek meghatározó intézményévé a Testnevelési Főiskola vált, ahova sportösztöndíjasként került be, és ahol a tenisz mellett végül megismerte élete örök szerelmét a kosárlabdát. A TFSE és a KASE után a Petőfi-Tervhivatal csapata következett, azonban a sikeres „menetelésnek” a második világháború vészterhes évei vetettek véget.
Ez volt életében a fordulópont: versenyzői pályafutását egy nagy ívű, emlékezetes edzői karrier váltotta fel. Kitűnő meglátásai, zseniális szervezőképessége már a férfiválogatottban megmutatkozott: 1947-től vezetőedzőként tréningezte a csapatot. Csalhatatlan biztonsággal, megkérdőjelezhetetlen szakértelemmel válogatta ki játékosait. Döntésével azonban sokszor ellenkezett az akkori közvélemény, például: az 1955-ben Európa-bajnok férfi válogatott későbbi legsikeresebb játékosai, Greminger János és Zsíros Tibor a hazai sportélet általános meglepetésére került be a 12-es keretbe. 
Az elkövetkezendő időszakban már ő jelölte ki a sportvezetésben követendő utat: csapataira szabott taktikái, kidolgozott figurái egyaránt a gyors iramú, szabad, improvizatív játékot segítették elő. A híres magyar testalkat mellett egyaránt fontosnak tartotta az erős, kitartó lelki személyiségeket, s ez a párosítás mind a mai napig a legmegfelelőbb sikerforrás a magyar kosárlabda történetében.
Élete értelmét a női válogatott mellett találta meg: pályafutása csúcsán már szövetségi kapitányként vezette az 1950-es Európa Bajnokságra a válogatottat. A megállíthatatlanul menetelő csapat végül a döntő első félidejéig magáénak tudta a vezetést a szovjetekkel szemben, amikor is id. Gyimesi János életének máig emlegetett, emlékezetes döntését hozta. A meccs szünetében az OTSB (Országos Testnevelési és Sportbizottság) elnöke, Hegyi Gyula látogatta meg a csapatot az öltözőben, ahol először nem győzte dicsérni a látványos játékot, majd finom célzásként megemlítette, hogy a „nagy Szovjetunió a barátunk”, így talán az volna a leghelyesebb, ha ők nyernének.
A megalkuvásra képtelen Gyimesit rettenetesen felbőszítette a mérkőzés eladására tett nyílt felhívás, s játékosai élén foggal-körömmel küzdött a győzelemért. Sajnos végül a szovjetek győztek, és hazánk ezüstéremmel zárta a tornát. A határozott elutasításnak azonban meglett a későbbiekben a következménye: a legendás edző kénytelen volt lemondani női szövetségi kapitányi posztjáról. 1956-57-ben néhány meccs erejéig ugyan visszahelyezték korábbi edzői székébe, de a folyamatos bírálatokat rosszul fogadta, és végül a hatalom örökre eltiltotta minden sporttevékenységtől. A szomorú események ellenére továbbra is a kosárlabda maradt élete szerelme, nyomon követett minden fontos meccset, a távolból biztatta régi tanítványait. A játék szeretetét 1993-as haláláig nem sikerült kiölni belőle, s így fia, ifj. Gyimesi János nemcsak követte édesapja pályaútját, de játékosok százainak tanította meg a kosárlabda alapjai mellett a fair play tiszteletét.

## Csapatai
- TFSE
- KASE
- Bp. Petőfi
- Petőfi-Tervhivatal
- Férfi válogatott
- Női válogatott

## Eredményei
- Eb-ezüstérmes (1950)
- Eb-bronzérmes (1952)
- 10-szeres országos bajnok

## Díjai, elismerései
- Magyar Köztársasági Sportérdemérem bronz fokozat (1949)[2]